# ليس كابانيس
بلدية ليس كابانْيِيس (بالكاتالانية: les Cabanyes) هي إحدى بلديات مقاطعة برشلونة، والتي تقع في منطقة كاتالونيا، شرق إسبانيا.
يبلغ عدد سكانها 842 نسمة وفقاً لإحصائية سنة (2007).